# Abbazia di Gandersheim
L'abbazia di Gandersheim (in tedesco Stift Gandersheim) è una casa soppressa  di canonichesse secolari (Frauenstift) situata nell'attuale città di Bad Gandersheim nella Bassa Sassonia, in Germania. Venne fondata nell'852 dal duca Liudolfo di Sassonia, progenitore dei Liudolfingi o dinastia ottoniana, le cui ricche donazioni assicurarono stabilità e prosperità all'abbazia.
La "Libera fondazione secolare imperiale di Gandersheim" (Kaiserlich freie weltliche Reichsstift Gandersheim), com'era ufficialmente conosciuta a partire dal XIII secolo fino alla sua dissoluzione nel 1810, fu una comunità di figlie nubili dell'alta nobiltà che conducevano una vita pia ma senza aver pronunciato i voti, fatto che spiega il termine "secolare" nella denominazione dell'abbazia.

## Chiesa

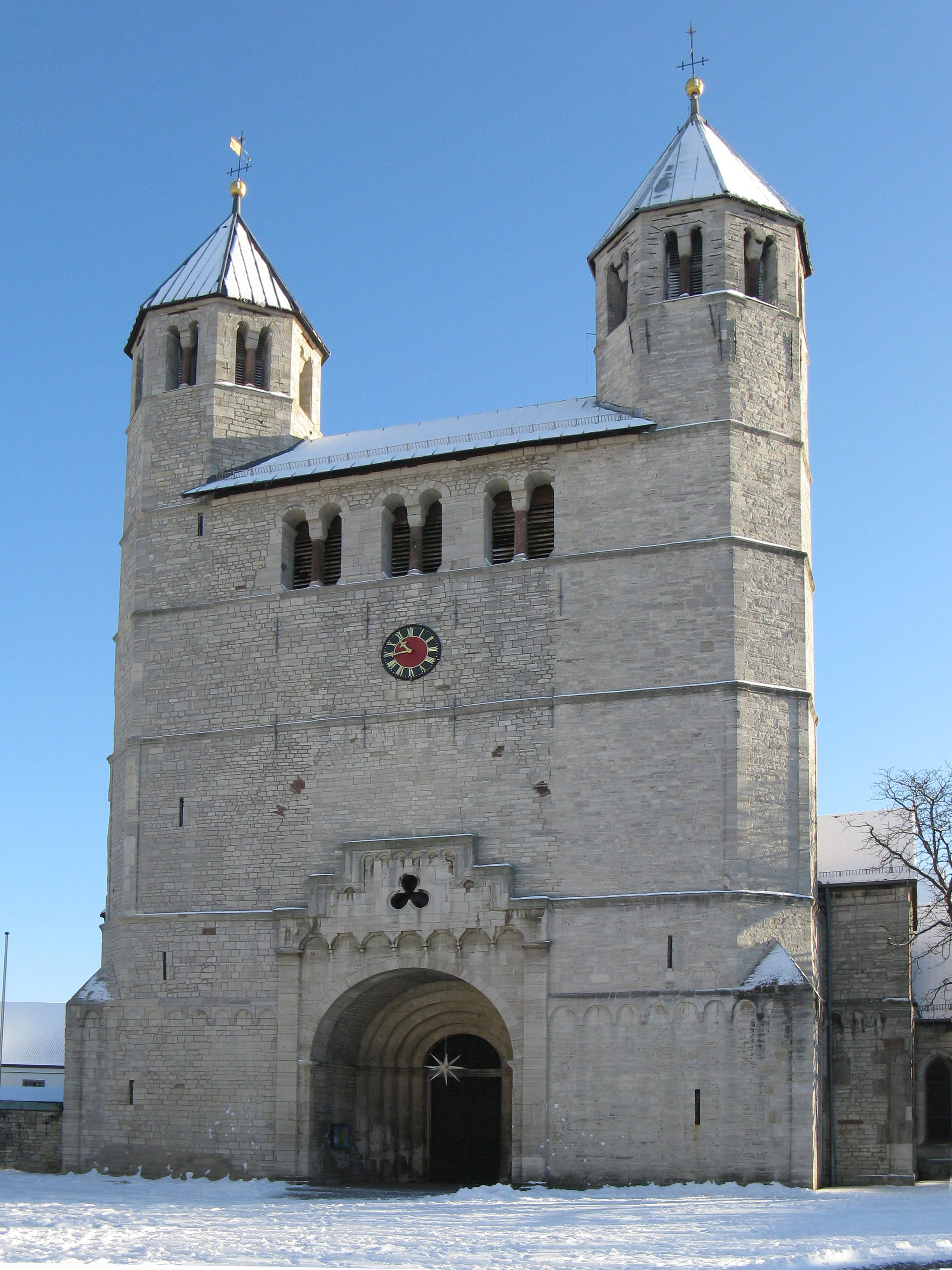
Facciata della chiesa abbaziale con il Westwerk

Nella chiesa collegiata è possibile vedere ancora lo stile romanico originale della chiesa, con delle aggiunte gotiche. La chiesa è una basilica cruciforme con due torri sul westwerk, caratterizzata da un'ampia navata centrale dal soffitto spiovente e due navate laterali con soffitto a volta. Il transetto presenta due braccia dalla forma quadrata come pure il coro, ospitato nella sezione orientale; sotto quest'ultimo è presente una cripta. La facciata consiste delle due torri campanarie già menzionate e da un blocco di connessione di due piani; originariamente era inoltre presente un vestibolo sporgente, anch'esso alto due piani, il cosiddetto "paradiso". La costruzione dell'attuale struttura, che è stata soggetta a restauro durante il XIX e il XX secolo, è iniziata nel 1100 e la chiesa venne consacrata nel 1168. Elementi delle precedenti costruzioni sono comunque incorporati nell'edificio attuale.

## Storia

### Fondazione
L'abbazia di Gandersheim nacque come una fondazione di proprietà del duca Liudolfo di Sassonia e della moglie Oda, che, durante un pellegrinaggio a Roma compiuto nell'846, ottennero il permesso da papa Sergio II per la nuova fondazione ma anche le reliquie dei Santi Anastasio e Innocenzo, che sono tuttora i santi patroni della chiesa abbaziale. La comunità si installò inizialmente a Brunshausen. La prima badessa fu Hathumod, figlia di Liudolfo, così come pure le due successive badesse. Nell'856 iniziarono i lavori per la costruzione di una chiesa a Gandersheim e nell'881 il vescovo Wigberto la consacrò ai Santi Anastasio, Innocente e Giovanni il Battista; da quel momento anche la comunità si trasferì a Gandersheim.
Già nell'877 il re Ludovico il Giovane pose l'abbazia sotto la protezione dell'Impero, che le diede ampia indipendenza. Nel 919 re Enrico I garantì l'immediatezza imperiale. Lo stretto rapporto con l'impero implicava l'obbligo per l'abbazia di ospitare i re tedeschi durante i loro viaggi e numerose visite sono attestate nei documenti.

### Medioevo
Il fatto che l'abbazia fosse stata fondata dal capostipite dei Liudolfingi le diede particolare importanza durante il periodo Ottoniano. Almeno fino alla fondazione dell'abbazia di Quedlinburg nel 936, Gandersheim era tra le più importanti istituzioni della famiglia degli Ottoni e la sua chiesa fu uno dei luoghi di sepoltura dei membri della famiglia.
Le canonichesse, conosciute come Stiftsdamen, potevano detenere proprietà private e, non avendo preso voti, potevano lasciare l'abbazia in qualunque momento; d'altronde i sovrani ottoniani e della dinastia salica con i loro seguiti risiedettero frequentemente a Gandersheim e le canonichesse non erano assolutamente distanti dal mondo. Con l'eccezione della celebrazione delle messe in suffragio della famiglia fondatrice, uno dei principali compiti delle consorelle era quello dell'educazione delle figlie dell'alta nobiltà, che comunque non erano obbligate a divenire membri dell'abbazia.
Una delle canonichesse più conosciute dell'abbazia fu Roswitha di Gandersheim, nota per essere stata la prima poetessa donna in lingua tedesca. Durante un periodo di approssimativamente venti anni - dal 950 al 970 circa - essa scrisse poemi storici, scritti spirituali e testi teatrali, nonché le Gesta Ottonis, esprimendo così la sua ammirazione per Ottone I.
Durante il Grande conflitto di Gandersheim, come venne chiamato, verificatosi tra il X e l'XI secolo, il vescovo di Hildesheim avanzò delle pretese sull'abbazia e sulle sue tenute, che erano dislocate in un'area in cui i confini tra la diocesi di Hildesheim e l'arcidiocesi di Magonza erano incerti. La pressione esercitata da Hildesheim spinsero l'abbazia a gravitare sempre più nell'orbita di Magonza. La situazione venne infine risolta grazie alla badessa Matilde I di Wohldenberg, la quale si recò a Roma presso il papa ben tre volte, riuscendo infine a ottenere il privilegio, da parte di papa Innocenzo III, il 22 giugno 1206, che l'abbazia non fosse sottomessa alla giurisdizione vescovile di Hildesheim. Le badesse vennero quindi elevate la rango di principesse imperiali (Reichsfürstinnen).
Con la morte dell'ultimo re salico nel 1125, l'importanza dell'abbazia iniziò a diminuire e l'istituzione si trovò a dipendere sempre più dai governanti dei territori circostanti; i Welfen, in particolare, cercarono di ottenerne il controllo e l'abbazia dal suo canto non riuscì mai del tutto ad esercitare il proprio potere temporale sui territori assegnati. Non più tardi della metà degli anni 1270, i duchi di Brunswick riuscirono ad ottenere l'avvocazia di Gandersheim e nel tardo XIII secolo costruirono un castello a Gandersheim. Un altro modo che l'aristocrazia locale utilizzava per guadagnare influenza sull'abbazia era quello di far eleggere badessa una donna del proprio casato; i Duchi di Brunswick-Lüneburg dovettero attendere a lungo prima di riuscire a ottenere la carica per una propria parente, ma infine riuscirono nell'intento nel 1402, con l'elezione di Sofia III.

### Riforma

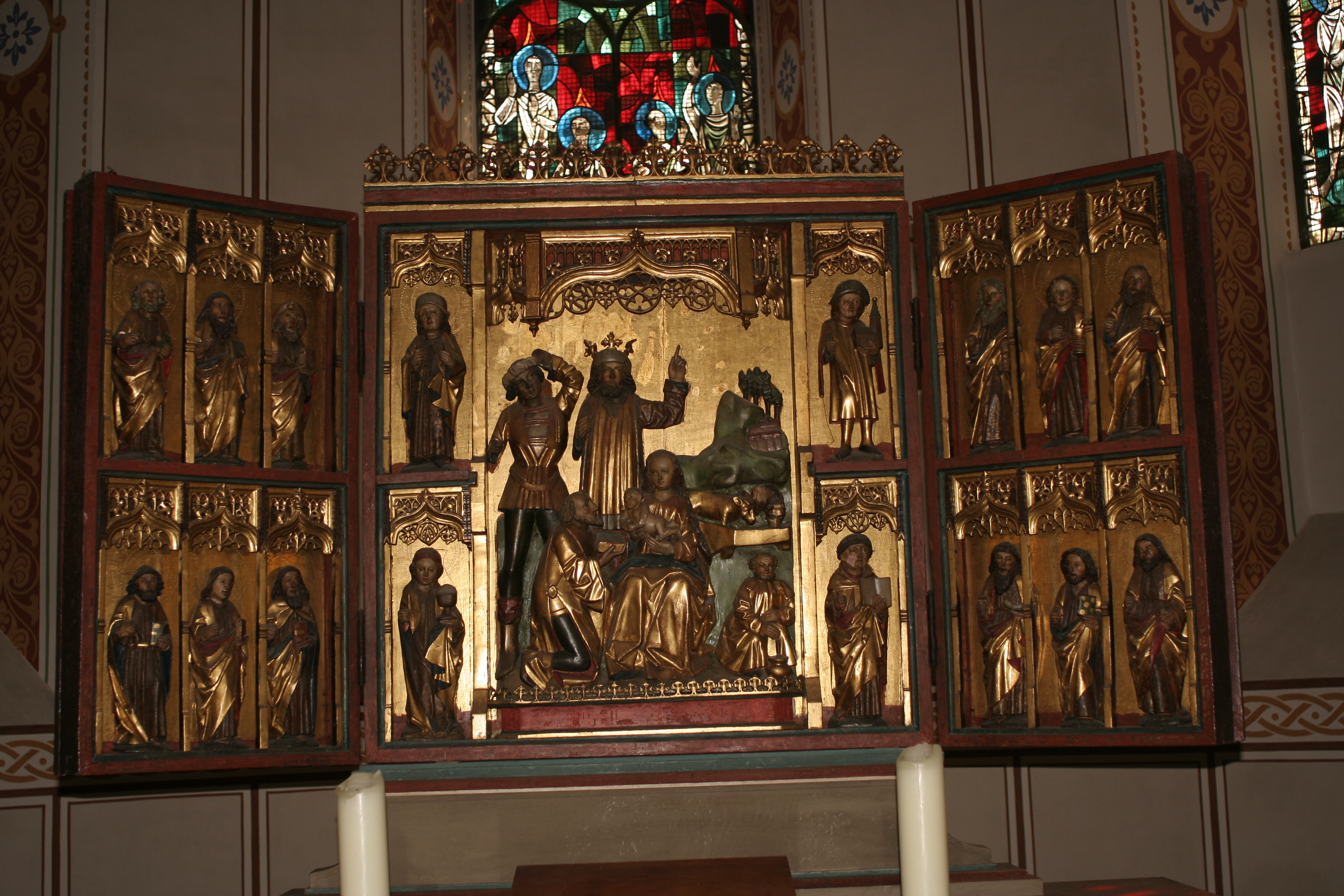
Altare dell'adorazione dei Magi

La riforma protestante venne introdotta inizialmente nel Principato di Brunswick-Wolfenbüttel nel 1542 quando le truppe della Lega di Smalcalda ne occuparono il territorio. I riformatori ignorarono l'immediatezza imperiale dell'abbazia e ordinarono l'utilizzo della liturgia luterana, la cui introduzione le canonichesse furono comunque in grado di ritardare adducendo come pretesto l'assenza della priora (Dekanin) che governava l'abbazia per conto della badessa di soli 7 anni di età. Gli abitanti del paese di Gandersheim avevano accolto la riforma entusiasticamente e il 13 luglio 1543 perpetrarono un attacco iconoclasta alla chiesa abbaziale, dove distrussero immagini e altari. Enrico V di Brunswick-Lüneburg cambiò idea e il Principato tornò alla religione cattolica; fu in grado di riparare ai danni della rivolta e la chiesa venne ri-consacrata.
Nel 1568 la riforma venne infine attuata sotto il duca Giulio di Brunswick-Lüneburg. L'abbazia e le sue dipendenze a Brunshausen e Clus divennero luterane, mentre il Marienkloster e il convento francescano vennero soppressi. Questi avvenimenti diedero inizio a dei conflitti tra la badessa e il duca in quanto entrambi cercarono di estendere le proprie sfere di influenza, diverbio che non venne sanato fino al 1593, quando un trattato pose fine alle questioni del contendere.

### Periodo barocco
Sotto le badesse Enrichetta Cristina di Brunswick-Wolfenbüttel ed Elisabetta Ernestina di Sassonia-Meiningen iniziò un nuovo periodo d'oro per l'abbazia. Le badesse promossero lo sviluppo delle arti e delle scienze. Elisabetta Ernestina fece costruire un palazzo d'estate a Brunshausen e l'ala barocca dell'abbazia con la Kaisersaal (sala dell'imperatore) e riarredò la chiesa.

### Dissoluzione e giorni nostri
Nel 1802, di fronte all'imminente secolarizzazione, l'abbazia rinunciò alla propria immediatezza imperiale in favore della sovranità dei Duchi di Brunswick-Wolfenbüttel, ponendo quindi fine alla centenaria lotta con i Welfen.
Durante il periodo dell'occupazione francese, Gandersheim fece parte del Regno di Vestfalia. La badessa, che era fuggita, ricevette il permesso da Napoleone di ritornare all'abbazia e di abitarvi fino alla sua morte, che avvenne il 10 marzo 1810, data successivamente alla quale non ci sono testimonianze di ulteriori elezioni. L'abbazia venne disciolta, i suoi beni vennero acquisiti dalla corona di Vestfalia e i servi e dipendenti licenziati.
Anche dopo la fine del Regno di Vestfalia nel 1813, il Ducato di Brunswick non procedette alla restaurazione dell'abbazia.
L'abbazia viene attualmente utilizzata dal gruppo parrocchiale evangelico-luterano di Sant'Anastasio e Sant'Innocenzo. Durante i lavori di restauro del 1997 vennero alla luce alcuni dei tesori della vecchia chiesa: reliquie, paramenti sacri e reliquiari che dal marzo 2006 sono esposti al pubblico.

## Lista delle badesse

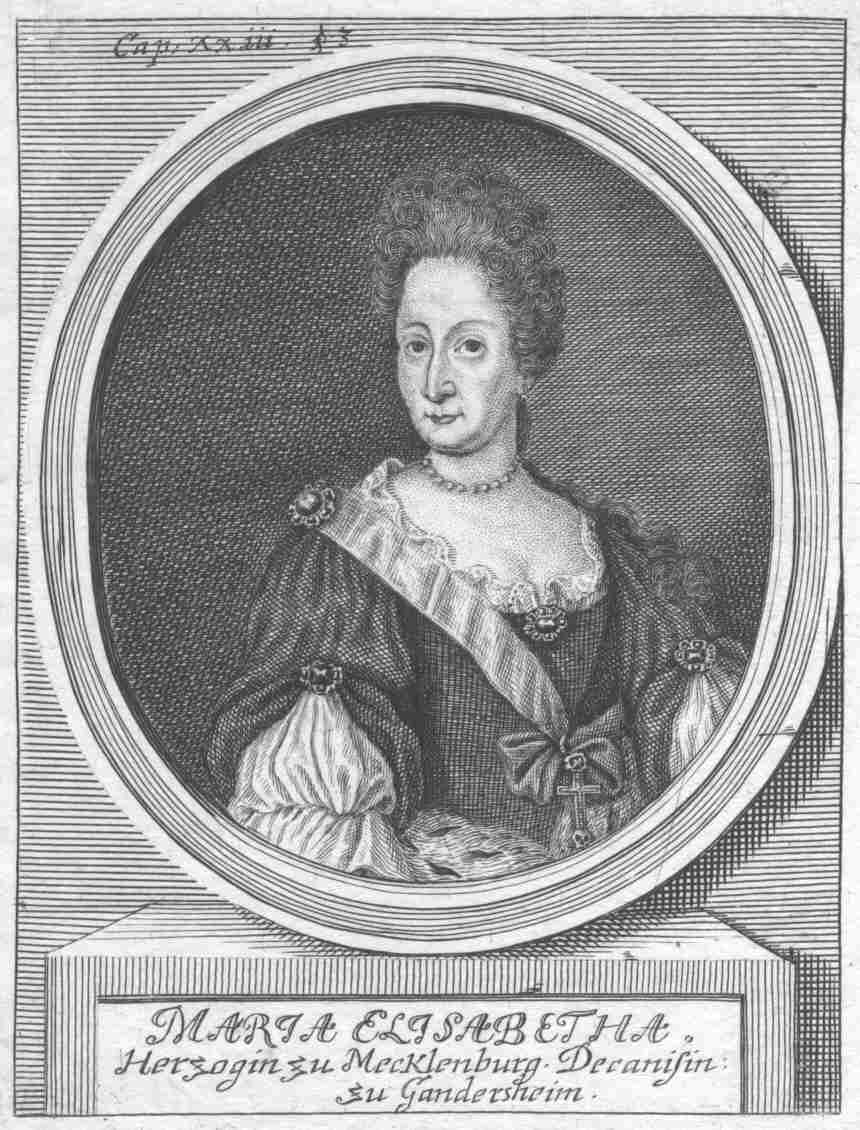
Maria Elisabetta di Meclemburgo-Schwerin, badessa di Gandersheim

- Hathumoda (852 – 874), figlia di Liudolfo, fondatore dell'abbazia
- Gerberga I (874 – 896/897), figlia di Liudolfo
- Cristina I (896/897 – 919), figlia di Liudolfo
- Liutgarda I (919 – 923)
- Hrotsuit (Rotsuita) (923 – 933)
- Wendelgarda (Windilgardis, Wildigrat) (933 – 949)
- Gerberga II (949 – 1001)
- Sofia I (1001 – 1039), figlia dell'imperatore Ottone II
- Adelaide I (1039 – 1043), figlia dell'imperatore Ottone II
- Beatrice I (1044 – 1061), figlia dell'imperatore Enrico III
- Adelaide II (1061 – 1096), figlia dell'imperatore Enrico III
- Adelaide III (1096 – 1104)
- Frederun (Vrederun) (1104 – 1111)
- Agnese I (1111 – 1125)
- Berta I (1126–1130)
- Liutgarda II (1130/1131 – 1152)
- Adelaide IV (1152/1153 – 1184), figlia del conte Federico II di Sommerschenburg e della contessa Liutgarda di Stade[4]
- Adelaide V di Turingia (1184 – 1196)
- Mechtilde I di Wohldenberg (1196 – 1223)
- Berta II (1223 – 1252)

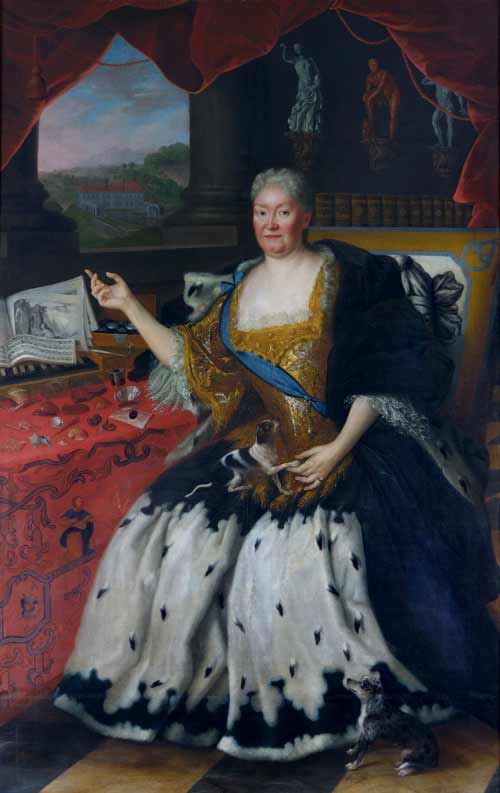
Elisabetta Ernestina Antonia di Sassonia-Meiningen, badessa di Gandersheim

- Margherita I di Plesse (1253 – 1305)
- Mechtilde II di Wohldenberg (1305 – 1316)
- Sofia II di Büren (1317 – 1331)
- Jutta (Giuditta) di Schwalenberg (1331 – 1357)
- Ermengarda di Schwalenberg (1357 – 1358)
- Liutgarda III di Hammerstein (1359 – 1402)
- Sofia III, duchessa di Brunswick-Lüneburg (1402 – 1412)
- Agnese II di Brunswick-Grubenhagen (1412 – 1439)
- Elisabetta di Dorstadt (1439)
- Elisabetta (Ilse), duchessa di Brunswick-Grubenhagen (1439 – 52)
- Sofia IV, duchessa di Brunswick-Grubenhagen (1452 e 1467 - 1485)
- Walburga di Spiegelberg, badessa rivale (1452 – 1467)
- Agnese III, principessa di Anhalt (1485 – 1504)
- Gertrude, contessa di Regenstein-Blankenburg (1504 – 1531)
- Caterina, contessa di Hohenstein, badessa rivale (1504 – 1536)
- Maria, duchessa di Brunswick-Wolfenbüttel (1532 – 1539)
- Clara, duchessa di Brunswick-Wolfenbüttel (1539 – 1547)

- Maddalena di Chlum (1547 – 1577)
- Margherita di Chlum (1577 – 1589)

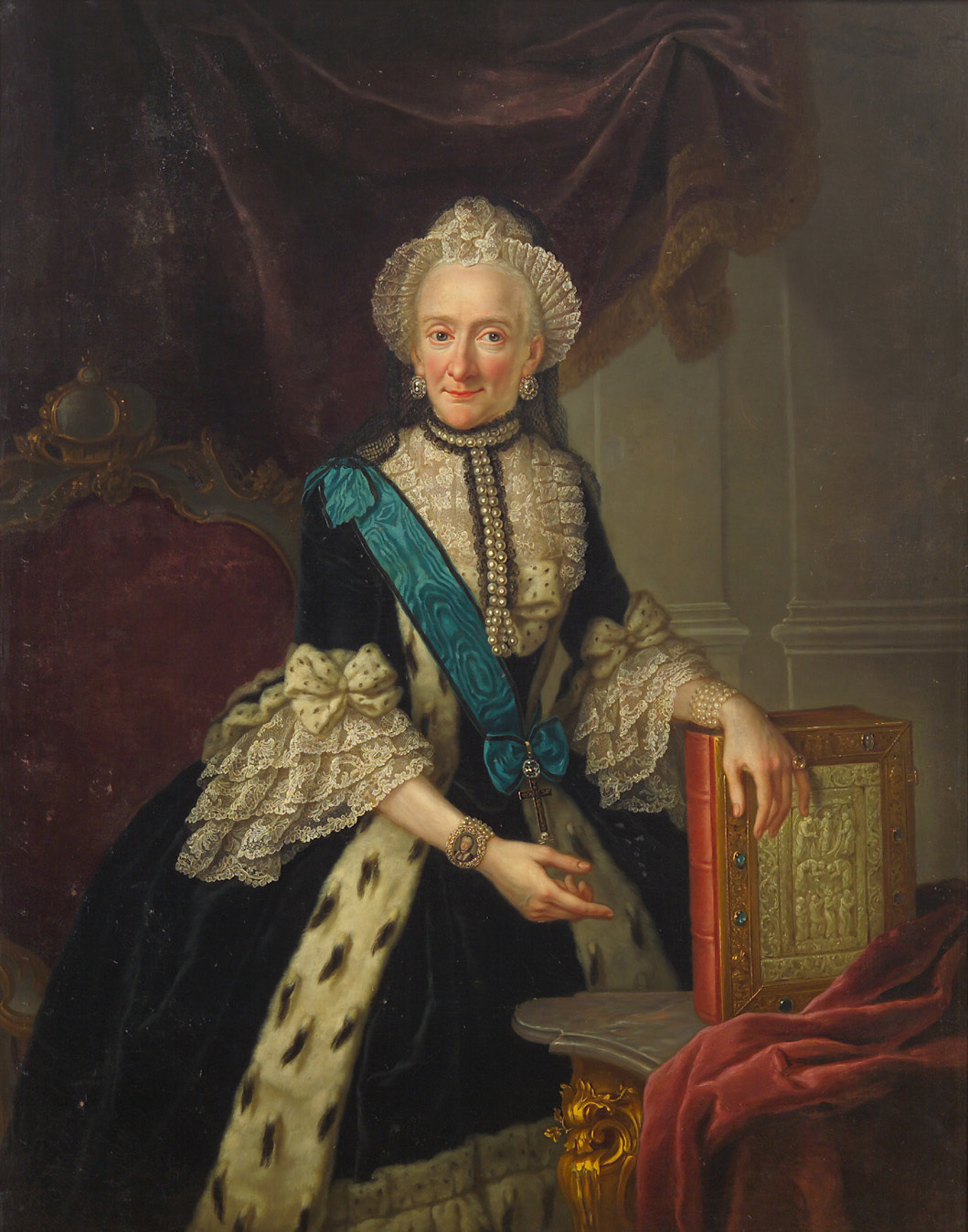
Teresa Natalia di Brunswick-Wolfenbüttel, badessa di Gandersheim

- Elisabetta, duchessa di Brunswick-Wolfenbüttel, badessa rivale (1577 – 1582)
- Margherita di Warberg, badessa rivale (1582 – 1587)
- Anna Erica, contessa di Waldeck (1589 – 1611)
- Dorotea Augusta, duchessa di Brunswick-Wolfenbüttel (1611 – 1626)
- Caterina Elisabetta, contessa di Oldenburg (1626 – 1649)
- Maria Sabina, contessa di Solms (1650 – 1665)
- Dorotea Edvige, principessa di Schleswig-Holstein (1665 – 1678)
- Cristina Sofia, duchessa di Brunswick-Wolfenbüttel (1678 – 1681)
- Cristina II, duchessa di Meclemburgo-Schwerin (1681 – 1693)
- Enrichetta Cristina, duchessa di Brunswick-Wolfenbüttel (1693 – 1712)
- Maria Elisabetta, duchessa di Meclemburgo-Schwerin (1712 – 1713)
- Elisabetta Ernestina, duchessa di Sassonia-Meiningen (1713 – 1766)
- Teresa Natalia, duchessa di Brunswick-Wolfenbüttel (1767 – 1778)
- Augusta Dorotea, duchessa di Brunswick-Wolfenbüttel (1778 – 1810)[5]

## Sepolture

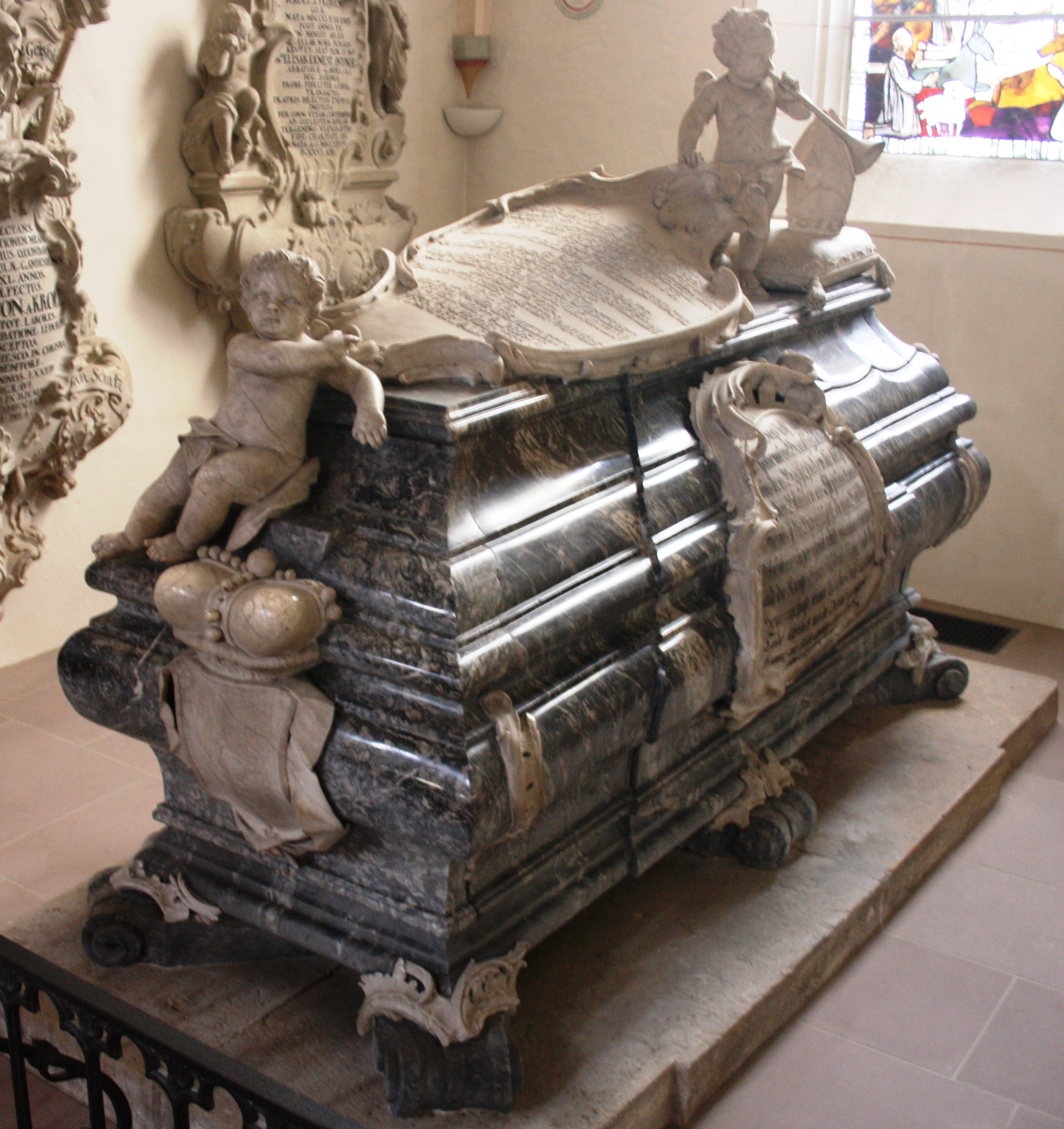
Sarcofago della badessa Elisabetta Ernestina di Sassonia-Meiningen

- Agnese II (Agnese di Brunswick-Grubenhagen)
- Sofia I, badessa di Gandersheim
- Elisabetta Ernestina di Sassonia-Meiningen
- Liudolfo di Sassonia